# Саарвала, Алексантери
Алексантери Саарвала (фин. Aleksanteri Saarvala; 9 апреля 1913 — 7 октября 1989) — финский гимнаст, олимпийский чемпион.
Алексантери Саарвала родился в 1913 году в Выборге. В 1936 году в составе финской команды завоевал бронзовую медаль на Олимпийских играх в Берлине, а также стал чемпионом в упражнениях на перекладине. В 1948 году в составе финской команды стал чемпионом Олимпийских игр в Лондоне.
В 1957 году эмигрировал в Канаду.